# Sennefer (Deir el-Medina)
Sennefer war ein altägyptischer Beamter, der am Ende der 18. Dynastie um 1300 v. Chr. lebte. Er trug den Titel Diener am Platz der Wahrheit und ist vor allem von seinem unberaubten Grab in Deir el-Medina bekannt. Als Diener am Platz der Wahrheit war er beim Bau der königlichen Grabanlagen im Tal der Könige beteiligt. Das Grab wurde 1928 bei den französischen Grabungen unter der Leitung von Bernard Bruyère in Deir el-Medina innerhalb der Grabanlage des Dieners am Platz der Wahrheit Hormes (Grabnummer 1159 A) gefunden. Die Grabkammer enthielt die beiden Särge des Sennefer und der Nefertiti, die vielleicht seine Gemahlin war. Die Leichen der beiden waren jeweils in Leinen gewickelt. Auf Sennefers Mumie lagen eine Mumienmaske, ein Herzskarabäus und ein Pektoral. In der Grabkammer fanden sich außerdem zahlreiche Blumen, diverse Möbelstücke, Ton- und Steingefäße, ein bestattetes, etwa neun Monate altes Kleinkind in einer Truhe sowie zwei Uschebtis, die stilistisch an das Ende der 18. Dynastie gehören und das Grab datieren. Auf der Mumie lagen auch vier Ellen, die mit einer Opferformel und dem Namen des Sennefer versehen sind.

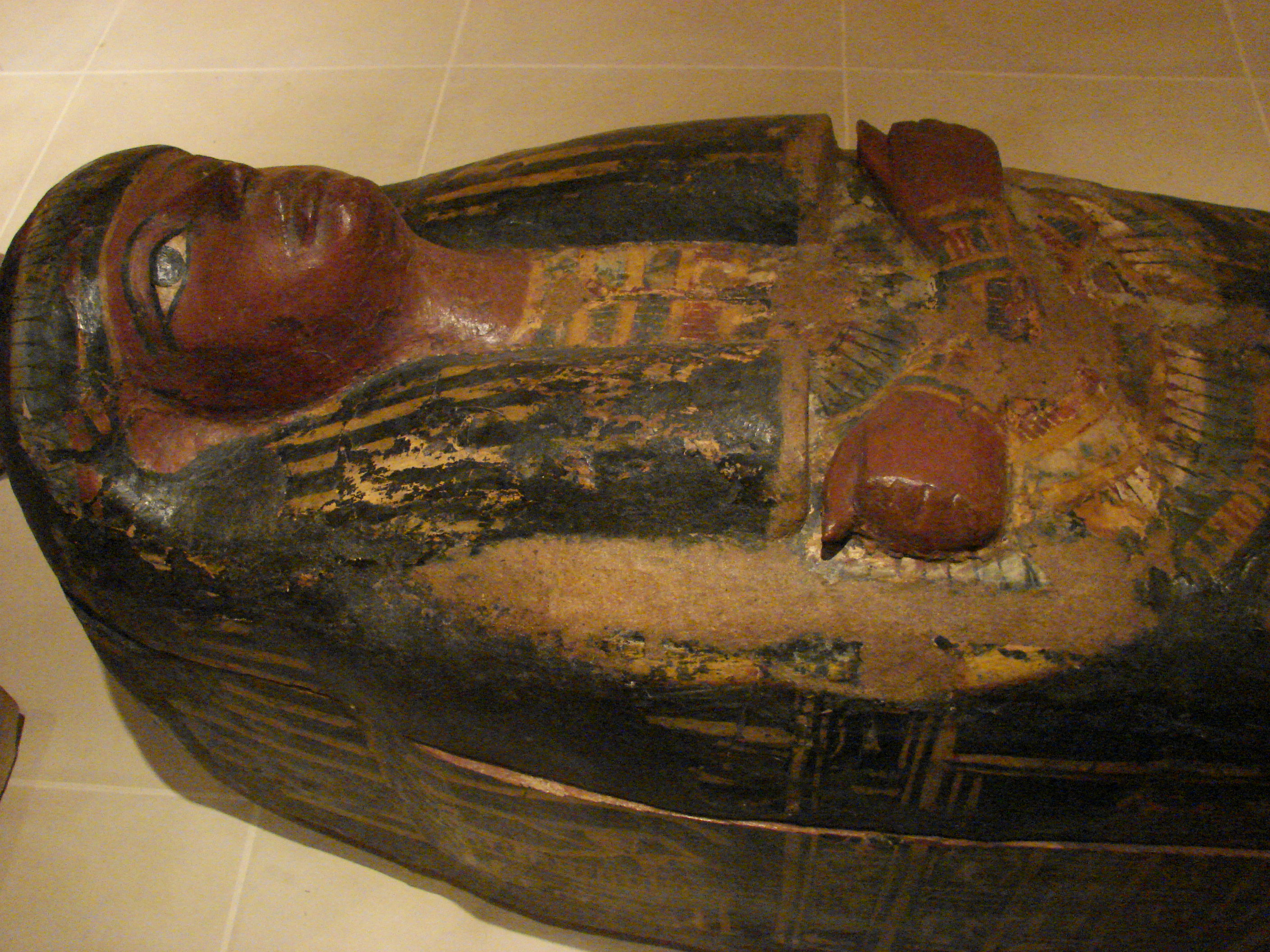
Der Sarg der Nefertiti

Auf dem Sarg lag ein bemaltes Leinentuch, das Sennefer vor einem Tisch mit Opfergaben zeigt. Dies ist für die Forschung von besonderem Interesse. Solche Tücher waren schon lange bekannt, sind jedoch nie in situ gefunden worden. Meist wurde vermutet, dass sie einst direkt auf der Mumie lagen. Der Befund im Grab des Sennefer zeigt jedoch, dass sie auf dem Sarg platziert wurden.
Die Skelettreste von Sennefer und Nefertiti befinden sich heute im Prager Hrdlička-Museum für Anthropologie der Naturwissenschaftlichen Fakultät der Karlsuniversität. Sennefer war bei seinem Tod zwischen 35 und 45 Jahre alt und etwa 165 cm groß. Seine Todesursache ist unbekannt. Nefertiti war eine junge, zum Zeitpunkt ihres Todes etwa 18 bis 20 Jahre alte und 160 cm große Frau. Auch bei ihr konnte der Grund des Todes nicht festgestellt werden.